# Presa de Kariba
La presa de Kariba es una presa hidroeléctrica en la garganta de Kariba de la cuenca del río Zambeze entre Zambia y Zimbabue. Es una de las presas más grandes del mundo, alzándose hasta 128 metros de alto y tiene 579 metros de largo. 
Esta presa de arco de hormigón de doble curvatura fue construido entre 1955 y 1959 por Impressit de Italia con un coste de 135 millones de dólares para la primera etapa con sólo la caverna de energía de Kariba Sur. La construcción final y el añadido de la caverna de energía de Kariba Norte por Mitchell Construction no se terminó hasta 1977 debido en gran medida a problemas políticos con un coste total de 480 millones de dólares. 86 hombres perdieron sus vidas durante su construcción.
La presa de Kariba proporciona 1.266 MW de electricidad a partes tanto de Zambia (el cinturón del cobre) como Zimbabue y genera 6.400 GW·h (23 PJ) por año. El lago Kariba, el embalse creado por la presa, se extiende por 280 kilómetros con una capacidad de almacenamiento de 180 km³.